# Nogent-sur-Marne
Nogent-sur-Marne är en kommun i departementet Val-de-Marne i regionen Île-de-France i norra Frankrike. Kommunen ligger i kantonen Nogent-sur-Marne som tillhör arrondissementet Nogent-sur-Marne. År 2022 hade Nogent-sur-Marne 32 998 invånare.

## Befolkningsutveckling
Antalet invånare i kommunen Nogent-sur-Marne
| Referens: INSEE |